# Zacarías Escolástico

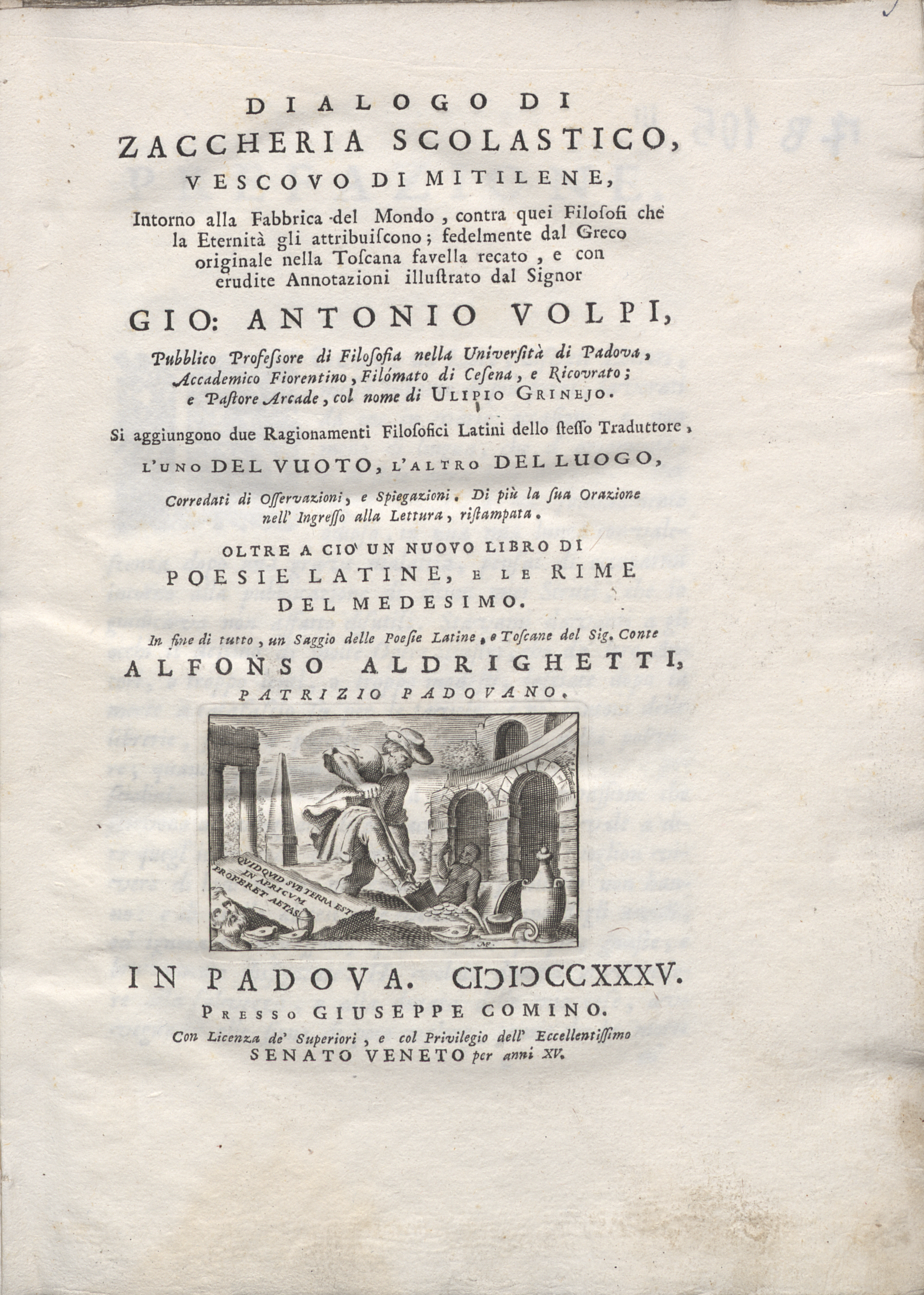
Amonio de Hermia

Zacarías Escolástico (en latín, Zacharias Scholasticus) Gaza, c. 465 - después de 536 y antes de 553, también conocido como Zacarías de Mitilene o Zacarías Retórico, fue un obispo e historiador eclesiástico bizantino.

## Biografía
La vida de Zacarías de Mitilene solo se puede reconstruir a partir de algunos informes dispersos de fuentes contemporáneas (los relatos también son en parte conflictivos, como por ejemplo, que algunos autores sirios hablan de 'Melitene' en lugar de 'Mitilene'). Zacarías nació y creció en una familia cristiana cerca de Gaza, que albergaba una importante escuela de retórica en la antigüedad tardía. Allí fue donde recibió su educación inicial. En 485, viajó a Alejandría, donde estudió filosofía durante dos años. En Alejandría, se vio envuelto en un conflicto entre cristianos y paganos en relación con el asunto de Horapolo. También fue allí donde conoció a Severo de Antioquía, que más tarde se convertiría en un notable patriarca de Antioquía.
En 487, Zacarías viajó a Beirut para estudiar derecho en su facultad, llevando una vida ascética, hasta 491, y también realizó varios viajes a diferentes partes de Palestina en busca de conocimiento religioso. Finalmente se mudó a Constantinopla, donde trabajó como abogado durante mucho tiempo. Zacarías, que era miafisita en cristología, no se opuso ardientemente a los calcedonios, y aparentemente parece haber pensado en convertirse en monje. Tuvo buenos contactos con la corte imperial y probablemente por eso le facilitó el nombramiento como obispo de Mitilene en Lesbos. Se sabe que su sucesor tomó alcanzó su cargo en 553, estableciendo el terminus ante quem para su muerte. En el 536 todavía estaba vivo, ya que participó en el Sínodo en Constantinopla de ese año.

## Obras
Zacarías compuso varias obras en griego, entre ellas una historia eclesiástica que probablemente completó a fines del siglo V. El documento, dedicado a Eupraxio, un dignatario, contiene material histórico valioso y describe el período de tiempo del 451 al 491. Fue utilizado por Evagrio Escolástico para su propia historia. Zacarías también escribió tres biografías de clérigos monofisitas a quienes había conocido personalmente: el mencionado Severo, Pedro de Iberia y el monje egipcio Isaías el Joven. Las biografías se han conservado con una calidad variable. Zacarías también escribió varios trabajos polémicos, como Contra el filósofo Amonio de Hermia y contra los maniqueos.

## Pseudo-Zacarías Retórico
Mientras que todas las versiones originales de las historias eclesiásticas de Zacarías fueron perdidas posteriormente, se conservó una versión siríaca parcial y revisada por un autor que se cree fue un monje monofisita de Amida. Este autor anónimo, conocido comúnmente como Pseudo-Zacarías Retórico, lo incorporó a la Historia Miscellanea, una recopilación de 12 libros de historias eclesiásticas. La edición del Pseudo-Zacarías de la historia eclesiástica de Zacarías, que constituye los libros 3-6, también es conocida generalmente como Pseudo-Zacarías Retórico.
La primera traducción al inglés de esta última no se publicó hasta 1899 con el título The Syriac Chronicle de F. J. Hamilton y E. W. Brooks. Formaba parte de una serie de cinco volúmenes, Textos bizantinos, editada por J. B. Bury. Liverpool University Press publicó una nueva traducción al inglés en 2011 bajo el título The Chronicle of Pseudo-Zachariah Rhetor: Church and War in Late Antiquity. Editado por Geoffrey Greatrex y traducido al inglés por Robert R. Phenix y Cornelia B. Horn, consta de una traducción de los libros 3 al 12 de Historia Miscellanea.